# Iophon flabellodigitatum
Iophon flabellodigitatum är en svampdjursart som beskrevs av James Barrie Kirkpatrick 1907. Iophon flabellodigitatum ingår i släktet Iophon och familjen Acarnidae. Utöver nominatformen finns också underarten I. f. gaussi.